# US Open 1990
Lo US Open 1990 è stata la 110ª edizione dello US Open e quarta prova stagionale dello Slam.Si è disputato dal 27 agosto al 9 settembre 1990 al USTA Billie Jean King National Tennis Center in Flushing Meadows di New York negli Stati Uniti. 
Il singolare maschile è stato vinto dallo statunitense Pete Sampras che si è imposto sul connazionale Andre Agassi in tre set col punteggio di 6–4, 6–3, 6–2. Il singolare femminile è stato vinto dall'argentina Gabriela Sabatini, che ha battuto in finale la tedesca Steffi Graf.
Nel doppio maschile si sono imposti Pieter Aldrich e Danie Visser. Nel doppio femminile hanno trionfato Gigi Fernández e Martina Navrátilová. 
Nel doppio misto la vittoria è andata a Elizabeth Sayers Smylie, in coppia con Todd Woodbridge.

## Seniors

### Singolare maschile
Pete Sampras ha battuto in finale  Andre Agassi con il punteggio di 6–4, 6–3, 6–2.
- Sampras, a 19 anni e 28 giorni, è stato il più giovane vincitore del singolare maschile degli US Open. È stato il suo 1º titolo del Grande Slam.

### Singolare femminile
Gabriela Sabatini ha battuto in finale  Steffi Graf con il punteggio di 6–2, 7–6(4).
- Gabriela Sabatini è stata la prima donna argentina a vincere un titolo dello Slam. È stato il suo 1º (e unico) titolo del Grande Slam.

### Doppio maschile
Pieter Aldrich /  Danie Visser hanno battuto in finale  Paul Annacone /  David Wheaton con il punteggio di 6–2, 7–6(3), 6–2.

### Doppio femminile
Gigi Fernández /  Martina Navrátilová hanno battuto in finale  Jana Novotná /  Helena Suková con il punteggio di 6–2, 6–4.

### Doppio misto
Elizabeth Sayers Smylie /  Todd Woodbridge hanno battuto in finale  Nataša Zvereva /  Jim Pugh con il punteggio di 6–4, 6–2.

## Juniors

### Singolare ragazzi
Andrea Gaudenzi ha battuto in finale  Mikael Tillstroem con il punteggio di 6–2, 4–6, 7–6.

### Singolare ragazze
Magdalena Maleeva ha battuto in finale  Noëlle van Lottum con il punteggio di 7–5, 6–2.